# Sam Abal
Pour les articles homonymes, voir Abal.
Samuel Tei Abal, mieux connu sous le nom de Sam Abal, est un homme politique papou-néo-guinéen.

## Biographie
Après avoir été ministre des Affaires étrangères, du Commerce et de l'Immigration, ce député de la circonscription de Wabag fut nommé vice-Premier ministre en décembre 2010. Le Premier ministre, Sir Michael Somare, se préparait à quitter temporairement ses fonctions dans le cadre d'une instruction judiciaire à son encontre, relative à des doutes sur ses déclarations de revenus dans les années 1990, et souhaitait qu'un allié proche assure l'intérim en son absence. Abal remplaça Don Polye au poste de vice-Premier ministre, puis se vit confier les fonctions de Premier ministre par intérim quelques jours plus tard, le 14 décembre,.
En juin 2011, alors que Sir Michael Somare se trouvait hospitalisé à Singapour et que Sam Abal continuait à exercer ses fonctions par intérim, le corps d'une femme égorgée fut trouvé dans le jardin de son domicile à Port Moresby. Son fils Teo, qui avait été vu arrivant avec une femme (alors que son père était absent) puis avait disparu, fut retrouvé et arrêté par la police deux jours plus tard, en tant que principal suspect. Sam Abal s'installa temporairement dans un hôtel, son domicile étant devenu une scène de crime,,. (Teo Abal fut inculpé pour meurtre.)
Le 2 août 2011, Abal fut destitué de ses fonctions de Premier ministre par une motion de confiance parlementaire, trois de ses ministres ayant rejoint les rangs de l'opposition. Peter O'Neill fut élu par les députés pour lui succéder.
Le gouvernement déchu refusa initialement de siéger sur les bancs de l'opposition au Parlement, se considérant comme le gouvernement légitime ; la Cour suprême indiqua en effet en décembre que la procédure de destitution n'avait pas été conforme. Mi-février 2012, toutefois, Dame Carol Kidu, qui avait été ministre du Développement communautaire, prit ses distances avec ses anciens collègues et prit place, seule, sur les bancs de l'opposition, devenant chef d'une opposition officielle dont elle était la seule membre. Le 21 février, Sam Abal la rejoignit, et devint vice-chef de l'opposition. Il prit également ses distances avec Somare, estimant qu'il avait en partie précipité sa chute en négligeant de communiquer avec les députés de sa majorité. En devenant vice-chef de l'opposition deux mois avant le début des élections législatives, et alors que Kidu avait annoncé qu'elle mettrait fin à sa carrière politique à la veille de l'élection, Abal expliqua qu'il souhaitait s'ériger en premier ministre potentiel,.
Aux élections législatives de 2012, Sam Abal, qui s'était présenté comme candidat sans étiquette, perdit son siège de député dans sa circonscription de Wabag.